# Сергеевка (Рязанский район)
Сергеевка — деревня в Екимовском сельском поселении Рязанского района Рязанской области России.

## Расположение
Расположена близ трассы Р132 в 18 километрах на юго-запад от Рязани.

## Население
| 2010 |
| ---- |
| 27   |